# Cristóbal Fernández Valtodano
Cristóbal Fernández Valtodano (falecido a 14 de novembro de 1572) foi um prelado católico romano que serviu como arcebispo de Santiago de Compostela (1570–1572) e bispo de Palência (1561–1570).

## Biografia
No dia 2 de junho de 1561, Cristóbal Fernández Valtodano foi nomeado durante o papado de Pio IV como Bispo de Palência. A 20 de fevereiro de 1570, foi nomeado durante o papado de Pio V como Arcebispo de Santiago de Compostela. Lá, serviu como arcebispo até à sua morte a 14 de novembro de 1572.